# Het Park (Rotterdam)

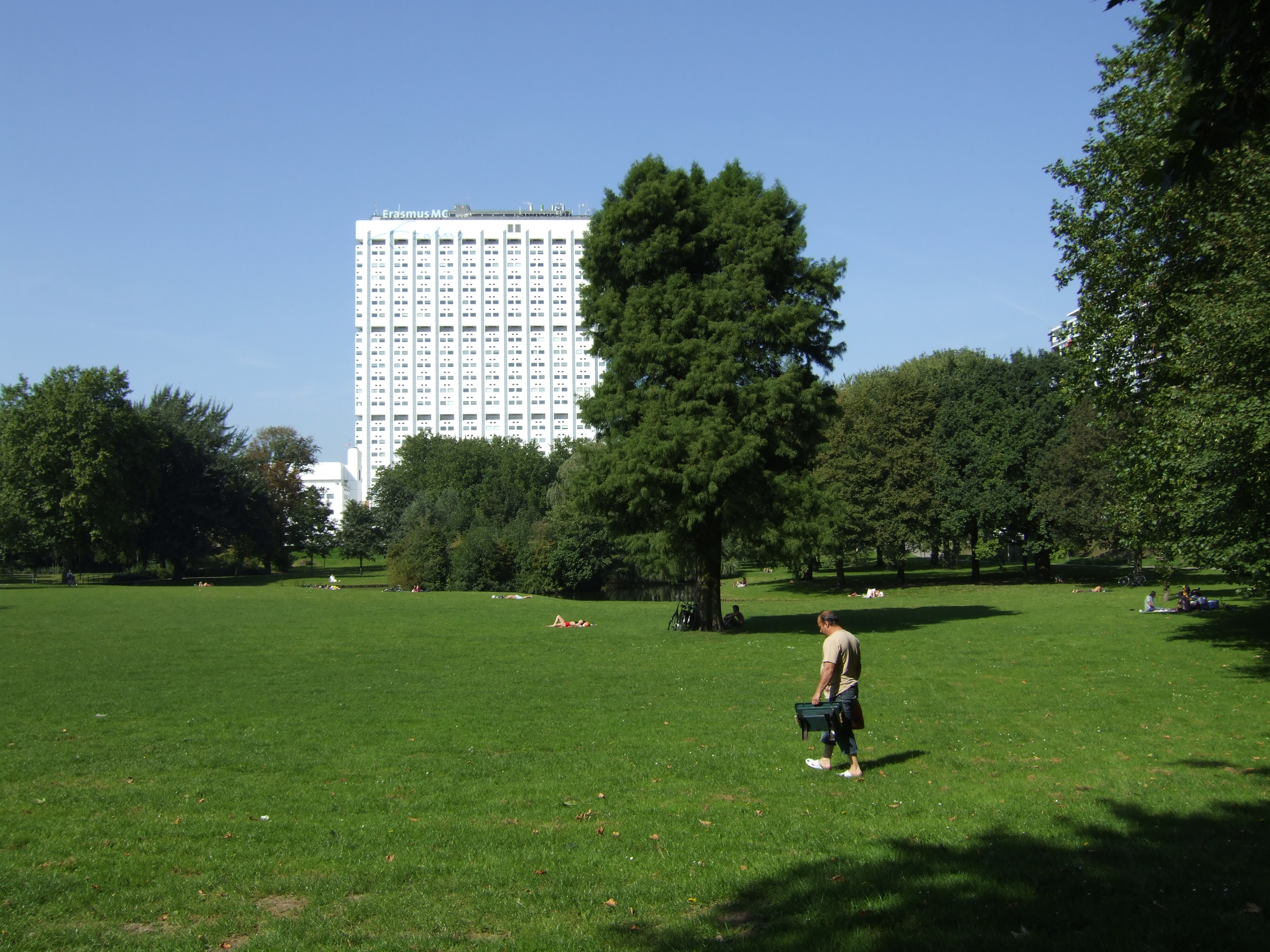
Kievitsweide en het Erasmus MC

Het Park, ook Park van Zocher, Park bij de Euromast is een park in Rotterdam in het Scheepvaartkwartier tot stand gekomen in enkele fases tussen 1853 en 1900. 
Het Park is gelegen tussen de Nieuwe Maas, de Parkhaven, en de Westzeedijk. Op de Oude Plantage na is dit het oudste park van Rotterdam. Sinds december 2010 heeft het Park de status van rijksmonument.

## Geschiedenis
Het Park ligt aan de Maas ten zuiden van de Westzeedijk. Het Park ziet eruit als één geheel, maar eigenlijk bestaat het uit twee delen. Dat komt doordat het is aangelegd op de plek waar vroeger twee buitenplaatsen lagen. De oostelijke helft, waar nu Parkzicht ligt, was de buitenplaats van J. Valckenier. Het werd tussen 1852 en 1863 aangelegd naar een ontwerp van de firma Zocher. Het ontwerp van het Park was van Jan David Zocher jr. en zijn zoon Louis Paul Zocher uit het jaar 1852, gebaseerd op de principes van de Engelse landschapsstijl. 
Ten behoeve van de raadsvergadering schrijft de gemeentesecretaris op 11 juli 1853: 
dat het hem voorkomt dat, dewijl er reeds veel geld in het terrein der wandeling is gestoken en ook de burgerij in de voltooijng van het eenmaal aangevangen werk groot belang stelt, in dezen voor het Gemeentebestuur zoo zeer onaangenamen stand der zaak, nu wel het een of ander zal moeten gedaan worden, wil men ook niet bovendien welligt nog in moeijlijkheden met den aannemer der wandeling geraken
In die vergadering geeft de raad aan B&W de opdracht de onderhandelingen over het uitkopen van de huurders te hervatten. Ook krijgt dan het nieuwe plantsoen de officiële naam “Park”.
Het westelijke deel, waar buitenplaats de Heuvel lag, was tot 1866 eigendom van J.A. Nottebohm en werd rond 1886 met enige aanpassingen bij het Park gevoegd. De grens tussen beide buitenplaatsen liep waar nu de Rododendronallee ligt.
In 1875 werd het Park vergroot met het landgoed de Heuvel. Met de aanleg in 1898 - aan de rivierzijde - van "het fraaie Parkterras [...] door het dankbare Rotterdamsche publiek 'de bult van De Jongh' gedoopt", werd de aanleg van het Park afgerond.
Aan de westkant van het Park is in 1914 de houten Noorse Zeemanskerk gebouwd. Het kerkje was een geschenk van het zojuist onafhankelijk geworden Noorwegen aan Rotterdam en is als bouwpakket naar Nederland verscheept. Door de aanleg van de Maastunnel vanaf 1937 is aan de westkant een gedeelte van het Park verloren gegaan. De Noorse Zeemanskerk is toen verrold naar zijn huidige plaats aan de Westzeedijk.

## Evenementen
In de loop der jaren zijn in het Park vele evenementen gehouden. De bekendste zijn:
- de Nationale Energie Manifestatie 1955, kortweg E55 geheten,
- de Floriade van 1960, waarbij de Euromast gebouwd werd,
- de Fenomena in 1985
- het jaarlijkse Poetry Park van 1977 tot 2012 , later het Dunya Festival

Sinds 1986 is er jaarlijks de Dag van de Romantische Muziek. In de winter van 2012/2013 werd China Light in het Park gehouden, een Chinees lichtfestival met lichtsculpturen in diverse kleuren.

## Gebouwen
- Herenhuis 'De Heuvel', circa 1750-1800
- Koetshuis met bovenwoning door J.F. Metzelaar, 1870
- Villa Parkzicht (villa, met voorheen de gelijknamige discotheek en tegenwoordig restaurant The Harbour Club), 1912
- Noorse Kerk, rijksmonument, 1914
- Chalet Suisse (oorspronkelijk 'Schweizerische Landesausstellung' in Zürich), 1939
- Euromast, 1960
- Parkheuvel (in 2002 het eerste restaurant in Nederland met drie Michelinsterren), 1988

## Beelden en gedenktekens
- Standbeeld van Hendrik Tollens (dichter) door Jean Theodore Stracké, 1860
- Beeld van Orpheus, ter herinnering aan Anton Verheij door John Rädecker, 1926
- Fontein met 3 danseressen (beeldengroep)
- Monument herdenking strijd en verzet 1940-1945
- Buste van Baden Powell (oprichter Scouting, Brits schrijver) door Willem Verbon, 1961 (gestolen in mei 2015[5])
- Standbeeld van Koningin Wilhelmina door Charlotte van Pallandt, 1968
- Chaise Longue door Dora Dolz, 1984
- 'De Verloren Parel', een kunstwerk en tevens speelelement ontworpen door Madeleine Berkhemer, 2015
- Borstbeeld van F. Bordewijk gemaakt door Lilian Mensing, 2017[6]
- Monument voor Anoeska Grishaver, 2023 (na herhaaldelijke vernieling gedenksteen van 2008)[7]

## Bereikbaarheid
Het park is bereikbaar met tram 8. 
Albert Schweitzerplantsoen ·
Arboretum Trompenburg ·
Arboretum Hoogvliet ·
Dakpark ·
Getijdenpark Eiland van Brienenoord ·
Getijdenpark Feijenoord ·
Het Park ·
Hofbogenpark ·
Kralingse Bos ·
Museumpark ·
Nelson Mandelapark ·
Ommoordse veld ·
Oude Plantage ·
Park De Twee Heuvels ·
Park Honingen ·
Park Rozenburg ·
Park Schoonoord ·
Park Zestienhoven ·
Prinsenpark ·
Rietveldpark ·
Rijnhavenpark ·
Ruigeplaatbos ·
Semiramispark ·
Spinozapark ·
Vroesenpark ·
Wijktuin Ommoord ·
Wollefoppenpark ·
Zuiderpark